# アカチャシャコ
アカチャシャコ（赤茶鷓鴣、学名：Caloperdix oculeus）は、キジ科に分類される鳥類の一種。アカチャシャコ属は本種のみから成る単型。インドネシア、マレーシア、ミャンマー、タイに分布する。

## 分類
1815年にコンラート・ヤコブ・テミンクによって、Perdix oculea として記載された。種小名はラテン語で「目」を意味し、羽にある多数の斑点を指している。1861年にはエドワード・ブライスによってアカチャシャコ属が設立され、本種のみが分類された。属名は古代ギリシア語で「美しいヤマウズラ」を意味する。
3亜種が知られている。
- C. o. borneensis (Ogilvie-Grant, 1892)
- C. o. ocellatus (Raffles, 1822)
- C. o. oculeus (Temminck, 1815)

## 分布と生息地
ミャンマー南部からクラ地峡を通ってマレー半島まで、スマトラ島、ボルネオ島に分布する。乾燥広葉樹林、湿潤広葉樹林、低木林、竹林に生息し、標高1200mまで見られる。

## 形態
体長27-32cm、体重は191-230g。雌雄同色だが、雌の方がやや小型で、雄は二つの距、雌は一つの距を持つ。顔面から頸、胸、腹は赤褐色で、頭頂と通眼帯は暗い褐色である。喉と頬は淡色で、ややオレンジ色を帯びる。肩と体の側面は黒く、白い羽縁が鱗状に見える。翼は茶色で、黒い斑点が散らばる。嘴と虹彩は褐色である。脚は緑色がかった黄色である。

## 生態
単独または小さな群れで行動する。食性は雑食性で、植物の種子、果物、草本や昆虫類を食べる。繁殖期は12-1月で、地上に営巣して１腹8-10個の卵を産む。

## 人との関わり
広い範囲で生息地が破壊されており、国際自然保護連合のレッドリストでは近危急種に指定されている。